# Pieksämäki (stacja kolejowa)
Pieksämäki – dworzec kolejowy w Pieksämäki, w Finlandii. 

## Ruch pasażerski
Jest stacją węzłową. Pociągi opuszczające stację jadą w czterech kierunkach: do Joensuu, Kouvoli, Iisalmi i Jyväskylä.

## Historia
Stacja została otwarta w roku 1889 i początkowo obsługiwała trasę z Kouvola przez Mikkeli do Kuopio. W roku 1914 ukończono budowę linii tzw. "poprzecznej"  do Savonlinna, którą następnie w roku 1917 poprowadzono w kierunku przeciwnym do Jyväskylä. W dawnym, historycznym budynku stacyjnym mieści się dziś muzeum Kolei Sawońskiej